# Медейко Володимир Іванович
Володимир Іванович Медейко (рос. Владимир Иванович Медейко, 29 листопада 1915— 6 листопада 2000, Санкт-Петербург) — заслужений будівельник РРФСР, головний інженер Метропроекту — Ленметрогипротрансу. Пізніше — директор того ж інституту.
Брав участь у проектуванні залізничних тунелів і метрополітену в СРСР і за кордоном (в Сирії та Лівані, країнах Варшавського договору), а також тунелів БАМ

## Біографія

### Ранні роки
З вересня 1931 року по червень 1933 року — учень-токар ФЗУ при заводі ім. Свердлова. З червня 1933 року по вересень 1935 року — механік-збірник на Оптико-механічному заводі ім. «ОГПУ».
У вересні 1935 року вступив на робітфак при Електро-механічному інституті, де навчався по червень 1936 року. В червні 1936 року вступив на гідрофакультет Ленінградського Політехнічного Інституту (спеціальність — «Утилізація водної енергії»). 27 червня 1941 року отримав диплом інженера-будівельника-гідротехніка, є почесним випускником (фотографія на дошці пошани).

### Військова служба
З червня 1941 року по травень 1942 року — курсант в училищі протиповітряної оборони ВМФ.
З травня 1942 року по липень 1943 року — командир роти в 317 кулеметному батальйоні. 22 листопада 1942 року Указом Президії Верховної Ради СРСР нагороджений медаллю «За оборону Ленінграда», яка була вручена 26 липня 1943 року. З липня 1943 року по травень 1944 року— командир роти в 318 кулеметному батальйоні.
У травні—жовтні 1944 року — командир батареї в 9 окремому зенітному артилерійському дивізіоні. З жовтня 1944 року по червень 1947 року — командир батареї в 125 окремому артилерійському дивізіоні.
Під час Другої світової війни командував зенітною батареєю на захисті кораблів Червонопрапорного Балтійського флоту в блокадному Ленінграді, потім в Оранієнбаумі, в кінці війни — в Німеччині
 . У 1947 році демобілізувався.

### Інженер
У 1947—1977 роках працював в «Ленметропроекті»:
- червень 1947 року — лютий 1949 року — інженер в проектно-конструкторському відділі.
- лютий 1949 року — серпень 1950 року — старший інженер-бригадир в виробничо-технічному відділі.
- серпень 1950 року — березень 1952 року — головний інженер проекту спеціальних споруд.
- березень 1952 року — листопад 1953 року — начальник конструкторського відділу.
- листопад 1953 року — в.о. начальника і одночасно в.о. головного інженера проекту.
- квітень 1954 року — начальник.
- липень 1955 року — головний інженер (переведений у зв'язку з поверненням начальника з спец. відрядження).
- червень 1969 року — липень 1977 року — начальник.

- З липня 1977 року по квітень 1981 року — начальник «Ленметрогипротрансу». (У 1977 році «Ленметропроект» був перетворений в «Ленметрогипротранс»).

7 листопада 1977 року В. І. Медейку присвоєно почесне звання Заслужений будівельник РРФСР.
У квітні — липні 1981 року — пенсіонер республіканського значення.
У 1981—1991 роках — на роботі в технічному відділі Управління метрополітену ім. Леніна: з липня 1981 по грудень 1982 року — інженер, з січня 1983 по листопад 1987 року — старший інженер, з листопада 1987 по березень 1991 року — провідний інженер.
Під керівництвом В. І. Медейка та за його участю проектувалися, зокрема:
- лінії Ленінградського метро;
- залізничні тунелі на лінії Сталінськ-Абакан;
- залізничні тунелі на лінії Абакан-Тайшет;
- Байкальський тунель БАМу;
- Північно-Муйский тунель БАМу;
- залізничні тунелі в Сирії;
- тунелі підприємства «Апатит»;
- тунелі на Корушуновському ГЗК;
- підводний автомобільний тунель під Морським каналом в Ленінграді.

Припинив трудову діяльність у зв'язку з обширним інсультом.

## Нагороди
- Орден Трудового Червоного Прапора
- Орден Червоної Зірки
- Медаль «За відвагу»
- Медаль «За оборону Ленінграда» (22 листопада 1942)
- Медаль "За перемогу над Німеччиною у Великій Вітчизняній війні 1941—1945 рр .. "
- Медаль "Двадцять років перемоги у Великій Вітчизняній війні 1941—1945 рр .. "
- Медаль «За доблесну працю. В ознаменування 100-річчя з дня народження В. І. Леніна»
- Медаль «50 років Збройних Сил СРСР»
- Медаль «Ветеран праці»
- Ювілейна медаль "Тридцять років Перемоги у Великій Вітчизняній війні 1941—1945 рр .. "

## Діти
- Ігор, 1942 р.н., фахівець в області сейсморозвідки, директор телеканалу у м. Нар'ян-Мар.
- Ірина, 1946 р.н., кандидат технічних науковий керівник групи всесоюзного навчання фахівців з геотехконтролю у ВНДІГ, гол. бухгалтер і ст. науковий співробітник ТОВ «Екотехнологія».
- Володимир, 1975 р.н., директор НП «Вікімедіа РУ»[7].